# Arcidiecéze burgoská
Arcidiecéze burgoská je římskokatolická metropolitní arcidiecéze ve španělské autonomní oblasti Kastilie a León, jejíž sídlo je v Burgosu. Biskupství v Burgosu bylo založeno v roce 1075, od roku 1574 je arcibiskupstvím.

## Církevní provincie burgoská
Arcidiecéze burgoská je metropolitním sídlem sufragánních biskupství stejnojmenné církevní provincie, do níž dále náleží:
- Diecéze Bilbao
- Diecéze Osma-Soria
- Diecéze Palencia
- Diecéze Vitoria